# Succes (schip, 1909, Lekkerkerk)
De Succes is een traditionele tweemast zeilklipper.
De Succes loopt van stapel in 1909, wanneer de klipper als vrachtschip te water wordt gelaten. De bouw vond plaats op scheepswerf Wed. A. van Duyvendijk te Lekkerkerk.
Het schip werd in 1998 gerestaureerd en tot zeilend passagiersschip verbouwd. Ze heeft een Clawa kwalificatie van vier sterren.